# سید محمد ابطحی
سید محمد ابطحی کاشانی (۱۳۰۹–۱۳۹۳) روحانی شیعه و سیاستمدار ایرانی بود. ابطحی که از جمله اعضای جامعه مدرسین حوزه علمیه قم بود به انتصاب سید روح‌الله خمینی عضو ستاد اصلاح زندان‌ها و از مسئولین رسیدگی به وضع زندان‌های ایران بود.
ابطحی در کاشان به دنیا آمد و تحصیلات حوزوی را در زادگاهش و قم انجام داد. او در سال ۱۳۹۳ در قم درگذشت.